# Semiothisa aemulataria
Semiothisa aemulataria là một loài bướm đêm trong họ Geometridae.